# سیارک ۱۲۰۰۲
سیارک ۱۲۰۰۲ (به انگلیسی: 12002 Suess، نامگذاری:1996FR1) دوازده هزار و دومین سیارک کشف شده‌است که در ۱۹ مارس ۱۹۹۶ کشف شد.
قدر مطلق سیارک برابر ۱۳٫۶۰ است.